# (532) Herculina
Herculina és l'asteroide número 532. Va ser descobert per l'astrònom Max Wolf des de l'observatori de Heidelberg (Alemanya), el 20 d'abril de 1904. La seva designació provisional era 1904 NY. És un dels més grans asteroides descoberts.